# Ghassan Rifai (1929-)
Pour les articles homonymes, voir Ghassan Rifai.
 (août 2022).
Si vous disposez d'ouvrages ou d'articles de référence ou si vous connaissez des sites web de qualité traitant du thème abordé ici, merci de compléter l'article en donnant les références utiles à sa vérifiabilité et en les liant à la section « Notes et références ».
Ghassan Rifai (en arabe : غسان الرفاعي), né le 21 décembre 1929 à Arbil dans le Kurdistan irakien, est un homme politique et intellectuel libanais. Il a été membre dirigeant du parti communiste libanais entre les années 1950 et 1993. Il a quitté officiellement son engagement en 2006.

## Débuts
Né à Arbil dans le Kurdistan irakien d'une mère azérie et d'un père issu de la noblesse kurde. en 1948 il est envoyé au Liban pour étudier l'architecture à l'université américaine de Beyrouth. Il adhère au parti communiste libanais en 1950, et c'est là-bas qu'il rencontre sa femme Victoria el-Helou, la nièce et camarade de route du fondateur du Parti communiste Farajallah el-Helou.

## La révolution dans le parti de la révolution
À 24 ans, déjà architecte, Ghassan rencontre Georges Haoui et ils décident ensemble de mener une campagne pour l'indépendance du parti communiste libanais, qui était relié à celui de la Syrie. Ils arrivent en 1969 à le faire : Georges Haoui est élu à la tête d'un parti divisé, mais dans son apogée. Il nomme Ghassan Rifai à la tête du bureau politique. C'est à ce moment-là que l'alliance PC-PS est née.

## La guerre de 1982
Pendant la guerre civile, Ghassan Rifai participe dans l'organisation de la résistance à Beyrouth, et assiste le chef de parti  dans la gestion des affaires intérieures du parti durant cette période. Lors de la chute de Beyrouth, il fuit en Irak où il devient reporter pour le journal du Parti communiste irakien.

## Après la guerre de 1982
Dès la fin de la guerre de 1982, Rifai quitte la clandestinité. Mais il occupe moins de responsabilités dans un parti en déclin. Il démissionne de ce parti en 2006 après des conflits internes. Il quitte la politique nationale et propose des projets de réformes visant à remoderniser le parti, qui reste une grande force municipale, malgré l'effondrement de son électorat aux élections législatives. Le projet de Rifai est rejeté par le bureau politique et c'est ainsi qu'il quitte définitivement son parti après 60 années de militantisme. Il est l'auteur du projet pour un nouveau système électoral au Liban.

## Publications
- (ar) ماركس: دون دوغمائية دون تفريط [mārks: dūna dūḡmāʾiyya dūna tafrīṭ] [« Marx : sans dogmatisme, sans négligence »],‎ 2013, 244 p. (ISBN 978-614-432-063-1)
- (ar) ماركس...عن الدولة [mārks...ʿan ad-dawla] [« Marx...à propos de l'État »],‎ 2017, 299 p. (ISBN 978-614-432-636-7)[1],[2]